# Toni Schmale
Toni Schmale gebürtig Antonia Schmale (* 12. Februar 1980 in Hamburg) ist eine deutsche Künstlerin und ehemalige Fußballspielerin.

## Fußballkarriere
Schmale begann beim ETSV Altona mit dem Fußballspielen. Über Grün-Weiß Eimsbüttel gelangte sie zum Hamburger SV, mit dem sie zur Saison 1997/98 in die Bundesliga aufstieg und als Mittelfeldspielerin eingesetzt wurde. Als Zwölft- und Letztplatzierter stieg sie mit ihrer Mannschaft in die Regionalliga Nord ab. In dieser bestritt sie von 1998 bis 2001 Punktspiele und gewann in drei aufeinanderfolgenden Saisons die regionale Meisterschaft (Meister Regionalliga Nord 1999, 2000, 2001). Im dritten Anlauf gelang ihr über die Aufstiegsrunde die Rückkehr in die höchste Spielklasse im deutschen Frauenfußball.
Schmale bestritt für die A-Nationalmannschaft drei Länderspiele, für die sie am 5. Februar 1998 in Catania beim 1:0-Sieg im Testspiel gegen die Nationalmannschaft Italiens mit Einwechslung für Martina Voss ab der 66. Minute debütierte. Ihren letzten Einsatz als Nationalspielerin hatte sie am 9. September 2001 in Chicago bei der 1:4-Niederlage im Testspiel gegen die US-amerikanische Nationalmannschaft.
Ihre letzte Saison als Fußballspielerin bestritt sie erneut in der Bundesliga, im FFC Brauweiler Pulheim. 2001/02 erzielte sie in sieben Punktspielen kein Tor. Verletzungsbedingt beendete sie 2002 am Saisonende ihre Fußballkarriere.

## Künstlerisches Schaffen
Ab 2003 studierte Schmale Medienkunst bei Helmut Mark an der Hochschule für Grafik und Buchkunst Leipzig und ab 2006 an der Akademie der bildenden Künste Wien Performative Kunst bei Carola Dertnig und Performative Bildhauerei bei Monica Bonvicini, wo sie 2013 mit Diplom abschloss.

### Einzelausstellungen (Auswahl)

Tanke 24/7. Stefan-Weber-Park, Wien, Kunst im öffentlichen Raum Wien

- 2024: Opferblech. Basis e. V., Frankfurt am Main
- 2024: Tanke. Kunstraum Dornbirn
- 2023: mit Sevina Tzanou: Final Fantasy. Temnikova & Kasela Gallery, Tallinn
- 2022: Watersports. Mayday, Basel
- 2019: Toni Schmale. Christine König Galerie, Wien
- 2017: Hot, Hot, Hot. Wiener Secession
- 2017: The good enough mother. Otto-Mauer-Preis, Wien
- 2015: Superego. Neue Gesellschaft für Bildende Kunst, Berlin[3]

### Kunst im öffentlichen Raum
- 2023: Public Matters. Belvedere, Kunst im öffentlichen Raum Wien, Schloss Belvedere.[4]
- 2022: Zugbrücke. Burg Mauterndorf, Kunst am Bau & Kunst im öffentlichen Raum Salzburg[5]
- 2021: Tanke 24/7. Stefan-Weber-Park, Kunst im öffentlichen Raum Wien[6]

### Werke in öffentlichen Sammlungen (Auswahl)
- 2020: Zwinger. Kunsthaus Kollitsch, Klagenfurt[7]
- 2017: Queening machine. Lentos Kunstmuseum Linz[8]
- 2013: Kontaktgrill. Österreichische Galerie Belvedere[9]

### Auszeichnungen
- 2019: Outstanding Artist Award für Bildende Kunst
- 2017: Baltic Artists' Award, Baltic Centre for Contemporary Art, Gateshead/UK[10]
- 2017: Otto-Mauer-Preis
- 2013: Preis der Akademie der bildenden Künste Wien
- 2011: Birgit-Jürgenssen-Preis[11]

### Publikationen
- Supergo. Neue Gesellschaft für Bildende Kunst, Berlin 2013, ISBN 978-3-938515-61-7.
- Tanke. VFMK Verlag für moderne Kunst: Home, Wien 2024, ISBN 978-3-99153-113-5.
- Buggies. Rookie Books, Basel 2024, ISBN 978-3-9525690-4-7.